# Camilla Sparv
Camilla Sparv (Stoccolma, 3 giugno 1943) è un'attrice svedese.

## Biografia
Attiva sugli schermi tra il 1965 e il 1993, divenne pressoché un'icona della bella ragazza da incontrare durante le vacanze sulla neve. Apparve nei film Matt Helm... non perdona! (1966), Guai con gli angeli (1966), L'oro di Mackenna (1969), per la regia di J. Lee Thompson, in cui interpretò la parte dell'ereditiera Inga Bergmann, Gli spericolati (1969), in cui recitò accanto a Robert Redford, e Il magnate greco (1978). Per la televisione apparve nelle serie Agenzia Rockford, Love Boat e Hawaii Five-O.

### Vita privata
Dal 1964 al 1967 è stata sposata con il produttore cinematografico Robert Evans, e
dal 1969 al 1979 con Herbert W. Hoover III, dal quale ha avuto due figli. Dal 1994 è sposata con Fred Kolber.

## Filmografia

### Cinema
- Guai con gli angeli (The Trouble with Angels), regia di Ida Lupino (1966)
- Alle donne piace ladro (Dead Heat on a Merry-Go-Round), regia di Bernard Girard (1966)
- Matt Helm... non perdona! (Murderers' Row), regia di Henry Levin (1966)
- Superspia K (Assignment K), regia di Val Guest (1968)
- Arrest! (Nobody Runs Forever), regia di Ralph Thomas (1968)
- L'oro di Mackenna (Mackenna's Gold), regia di J. Lee Thompson (1969)
- Gli spericolati (Downhill Racer), regia di Michael Ritchie (1969)
- Il magnate greco (The Greek Tycoon), regia di J. Lee Thompson (1978)
- Rebus per un assassinio (Winter Kills), regia di William Richert (1979)
- Caboblanco, regia di J. Lee Thompson (1980)
- I sopravvissuti del 2000 (Survival Zone), regia di Percival Rubens (1983)
- America 3000 - Il pianeta delle amazzoni (Thunder Warriors), regia di David Engelbach (1986)
- Pezzi duri... e mosci (The Naked Truth), regia di Nico Mastorakis (1992)

### Televisione
- Gli inafferrabili (The Rogues) – serie TV, episodio 1x30 (1965)
- Switch – serie TV, episodio 1x13 (1975)
- Agenzia Rockford (The Rockford Files) – serie TV, 2x19 (1976)
- Hawaii Five-O – serie TV, episodio 9x13 (1977)
- Hunter – serie TV, episodi 1x06-1x07 (1977)
- Never Con a Killer, regia di Buzz Kulik – film TV (1977)
- The Feather & Father Gang – serie TV, episodio 1x06 (1977)
- Barnaby Jones – serie TV, episodio 8x17 (1980)
- Lobo – serie TV, episodio 1x21 (1980)
- Premiata agenzia Whitney (Tenspeed and Brown Shoe) – serie TV, episodio 1x14 (1980)
- Love Boat – serie TV, episodi 4x25-4x26 (1981)
- La valle delle bambole (Jacqueline Susann's Valley of the Dolls), regia di Walter Grauman – miniserie TV (1981)
- F.B.I. oggi (Today's F.B.I.) – serie TV, episodio 1x09 (1982)
- Fantasilandia (Fantasy Island) – serie TV, episodio 5x18 (1982)
- Massarati and the Brain, regia di Harvey Hart – film TV (1982)
- Devlin & Devlin (The Devlin Connection) – serie TV, episodio 1x09 (1982)
- Simon & Simon – serie TV, episodio 3x08 (1983)
- Automan – serie TV, episodio 1x01 (1983)
- Supercopter – serie TV, episodio 2x07 (1984)
- Blacke's Magic – serie TV, episodio 1x09 (1986)

## Doppiatrici italiane
Nelle versioni in italiano delle opere in cui ha recitato, Camilla Sparv è stata doppiata da:
- Fiorella Betti in Guai con gli angeli, L'oro di Mackenna
- Marzia Ubaldi in Gli spericolati
- Maria Pia Di Meo in Il magnate greco
- Marina Dolfin in Caboblanco

## Riconoscimenti
Nel 1967 vinse un Golden Globe come Most Promising Newcomer (female) ("Migliore attrice esordiente") per il suo ruolo antagonista a James Coburn nel film Alle donne piace ladro (1966). 